# Бан (монета)
Бан (лат. denarii banales – денарії бана, тобто денарії правителя) — назва дрібних срібних монет середини XVI—XVIII століть у Молдові та на Буковині. 
Ця високоякісна монета (0,5–0,35 г) свого часу поширилася в придунайських країнах. Її карбували бани угорської Словенії за Бели IV, згодом, до 1354, бани Словенії та Северину (Северинський банат), а з 1377 і князі Волощини. Є згадки про обіг бану у Львові XVI століття.
Сьогодні банами називають роздрібні одиниці валют Румунії та Молдови (див. Румунський лей та Молдовський лей).

## Пам'ятник
13 жовтня 2016 року з ініціативи бізнесмена та мецената Дмитра Волошина було встановлено пам'ятник найдрібнішій молдавській монеті "1 бан" у м. Кишинів на перетині вулиць Митрополита Банулеску-Бодоні, Костянтина Тенасі та Петру Рареша. Автор пам'ятника – молдавський скульптор В'ячеслав Жиглицький.